# Karşıyaka
Karşıyaka là một huyện thuộc tỉnh İzmir, Thổ Nhĩ Kỳ. Huyện có diện tích 66 km² và dân số thời điểm năm 2007 là 515184 người, mật độ 7806 người/km².